# Molí de les Tres Creus
El molí de les Tres Creus era un molí paperer –i a partir del segle xix tèxtil– situat a l'esquerra del riu Ripoll, a tocar del pont de Torre-romeu i davant de Cal Grau, a Sabadell. Molt a prop hi ha la bassa de Ca la Paula, on el 1915 va tenir lloc el festival de natació amb salts, waterpolo i curses que originà la fundació del Club Natació Sabadell l'any 1916. De l'antic molí només queden restes de la séquia que hi portava aigua, al costat est de l'edifici.

## Història
L'any 1098 ja es documenta un molí que cal identificar com l'antecessor del de les Tres Creus. En aquella època, era domini dels senyors d'Arraona. Poc després, per expressa voluntat seva, el molí passà a formar part dels béns de la pabordia de Sant Salvador de Sabadell. En els segles xiii i xiv s'hi documenta com a molí de Trilla. Era fariner i rebia l'aigua des del molí de Via (anomenat més endavant d'en Fontanet), per una séquia des de la qual es regava l'anomenada també horta de Trilla. Els seus senyors eren conjuntament la pabordia i els Cardona i Sentmenat, que obligaven els habitants de la vila de Sabadell a anar a moldre als molins de Trilla i Bessó (aquest darrer, situat sota el castell d'Arraona). Els senyors feudals forçaven la gent que vivia en els seus dominis a moldre en els seus molins per així cobrar-ne els drets de molta i controlar-ne la producció.
L'any 1561 consta que el molí estava derruït. No se sap si fou reconstruït, perquè no se'n tenen més notícies fins a l'any 1685. Aleshores, el tenia Ramon Roqueta, que rebia llicència del procurador reial que li permetia d'utilitzar l'aigua del Ripoll per fer anar un molí fariner o paperer. El 1713 consta que el molí era paperer i que el tenia en funcionament la família Arderius. Trenta anys més tard, era d'Antoni Casanovas, que hi feia paper blanc floret. El seu fill va vendre el molí a Francesc Capalà, que l'arrendà diverses vegades. Sembla que pels volts del 1806 es feren obres a l'edifici per instal·lar-hi una filatura. A partir d'aleshores, es destinà a usos tèxtils.
El nom Tres Creus prové de les creus de terme que hi havia al final de l'actual carrer d'aquest nom. El topònim es va fer extensiu al torrent, al molí i al camí que hi portava.